# Saison 2015-2016 de l'ES Troyes AC
Chronologie
Saison précédente Saison suivante
La Saison 2015-2016 de l'ES Troyes AC voit le club Espérance sportive Troyes Aube Champagne s'engager dans trois compétitions que sont la Ligue 1, la Coupe de France et la Coupe de la Ligue.

## Matchs

### Championnat
Battu 9-0 par le PSG le 13/03/16 à l'occasion de la 30e journée